# Fablok 411D
Fablok 411D (typ fabryczny Ls1200, seria SM31) – lokomotywa manewrowa produkowana w latach 1976–1985 w zakładach Fablok w Chrzanowie w liczbie 188 sztuk.

## Konstrukcja
Projekt lokomotywy został opracowany przez Fablok. Zastosowanie silnika z doładowaniem i wysokiego pomieszczenia silnikowego okazało się niekorzystne. Zastosowano zmodernizowany wysokodoładowany silnik tego samego typu co w lokomotywach serii SM42 a8C22W, jednakże dzięki zwiększonemu ciśnieniu doładowania oraz zastosowaniu wydajnej chłodnicy powietrza doładowującego i zmienionej regulacji parametrów pracy silnik osiąga moc 1200 KM w porównaniu z mocą 800 KM. 

## Eksploatacja
Lokomotywy zostały zamówione przez PKP do prowadzenia manewrów z ciężkimi pociągami towarowymi. Dla polskich kolei wyprodukowano 169 spalinowozów. Dwa egzemplarze prototypowe (SM31-001 i 002) zostały sprzedane do przemysłu. Zakłady przemysłowe zakupiły tylko kilkadziesiąt egzemplarzy tego typu lokomotyw, z których jeden został odkupiony przez PKP (SM31-170).
Z uwagi na charakterystyczny, pudełkowaty kształt, lokomotywa bywa nazywana "szafą" lub "trumną".

## Galeria

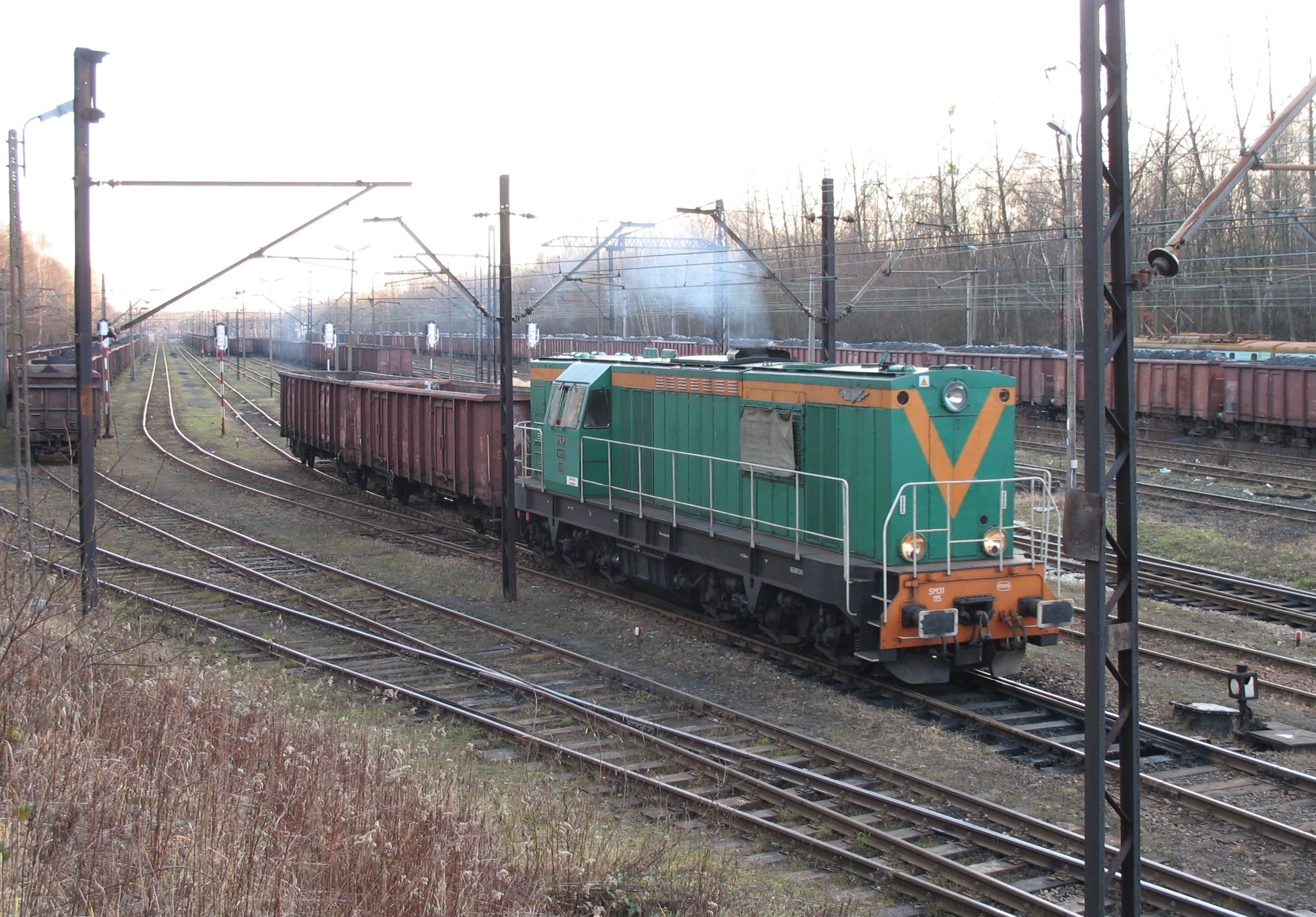
SM31-115
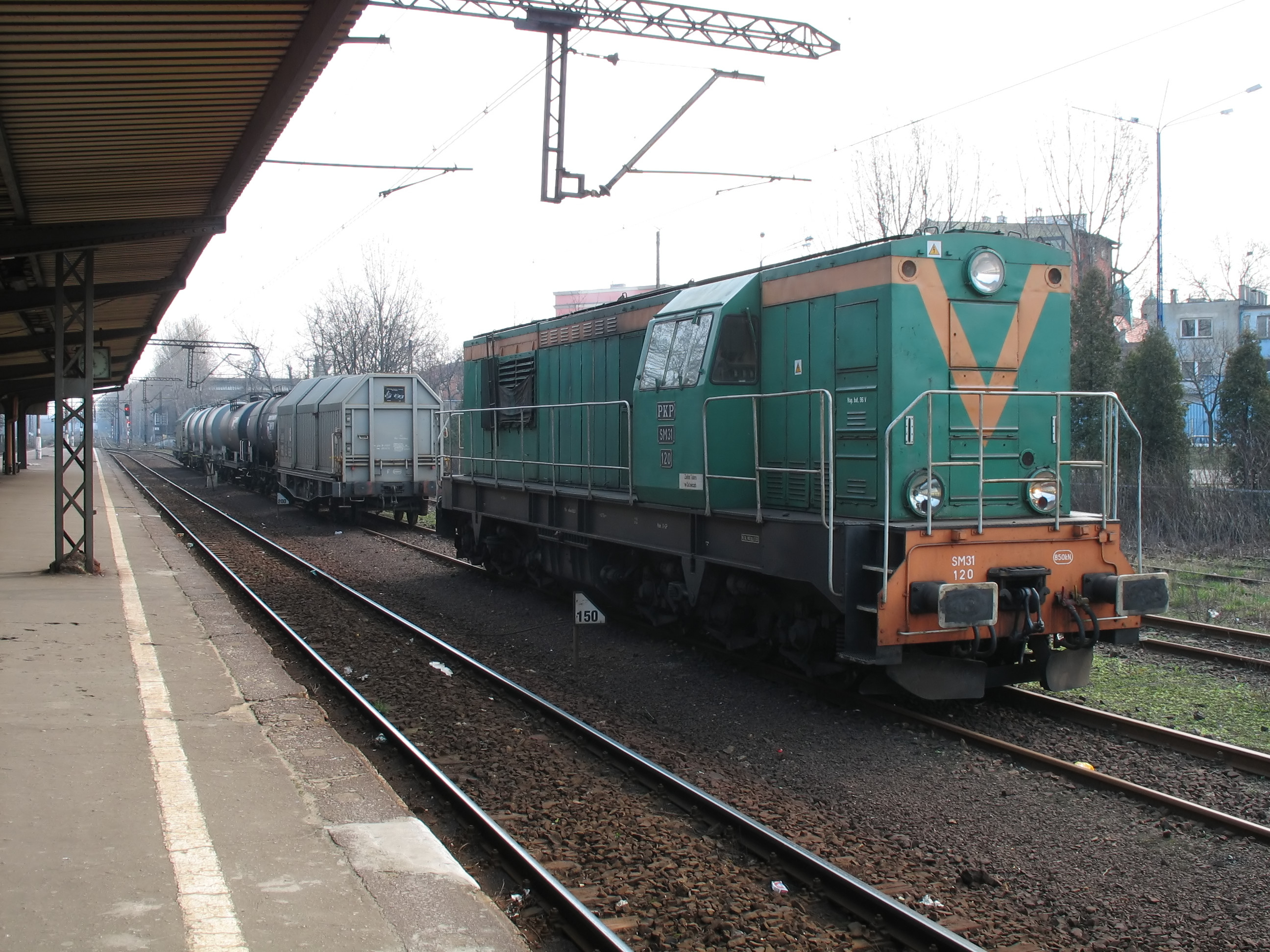
SM31-120
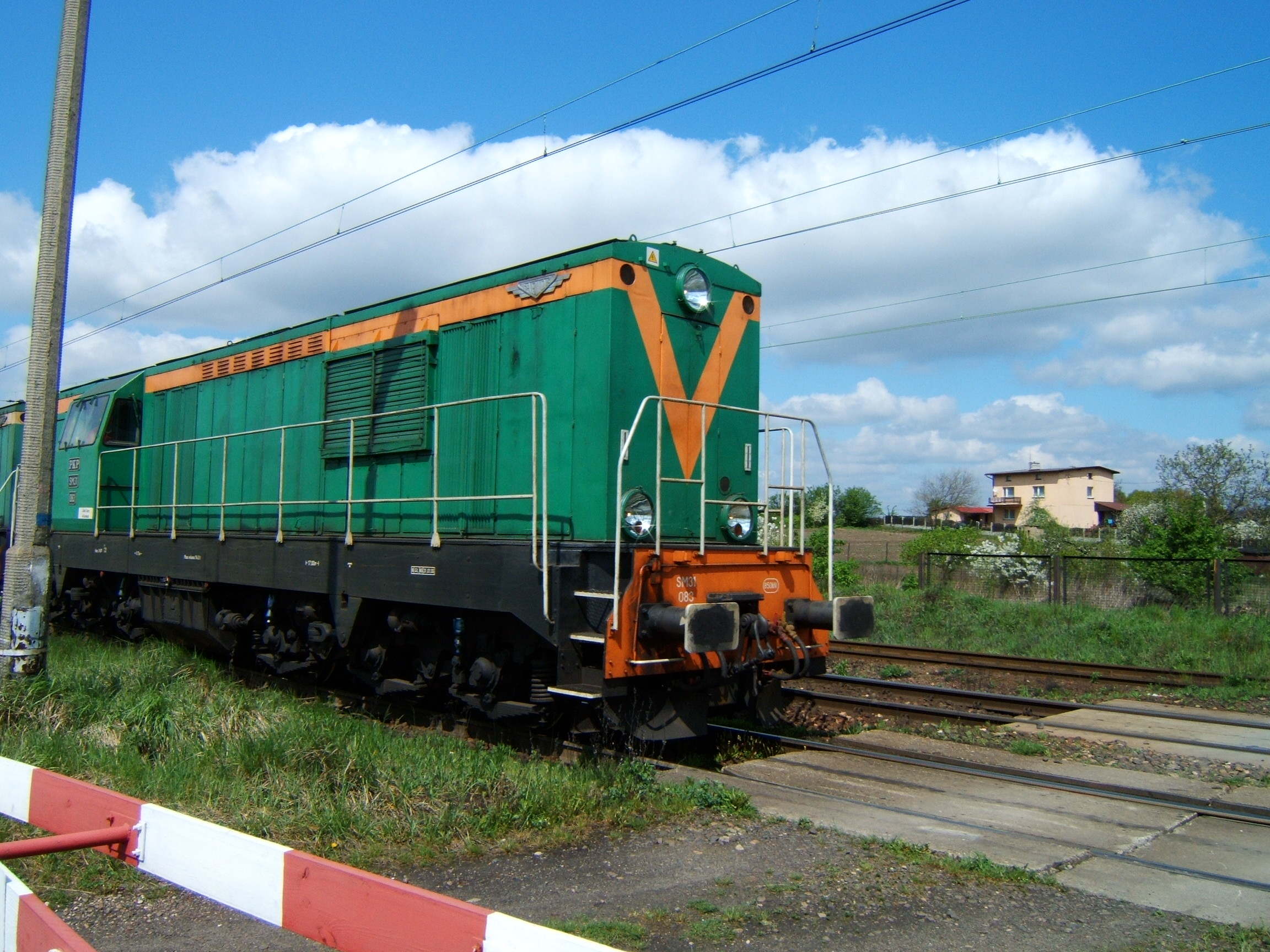
SM31-083
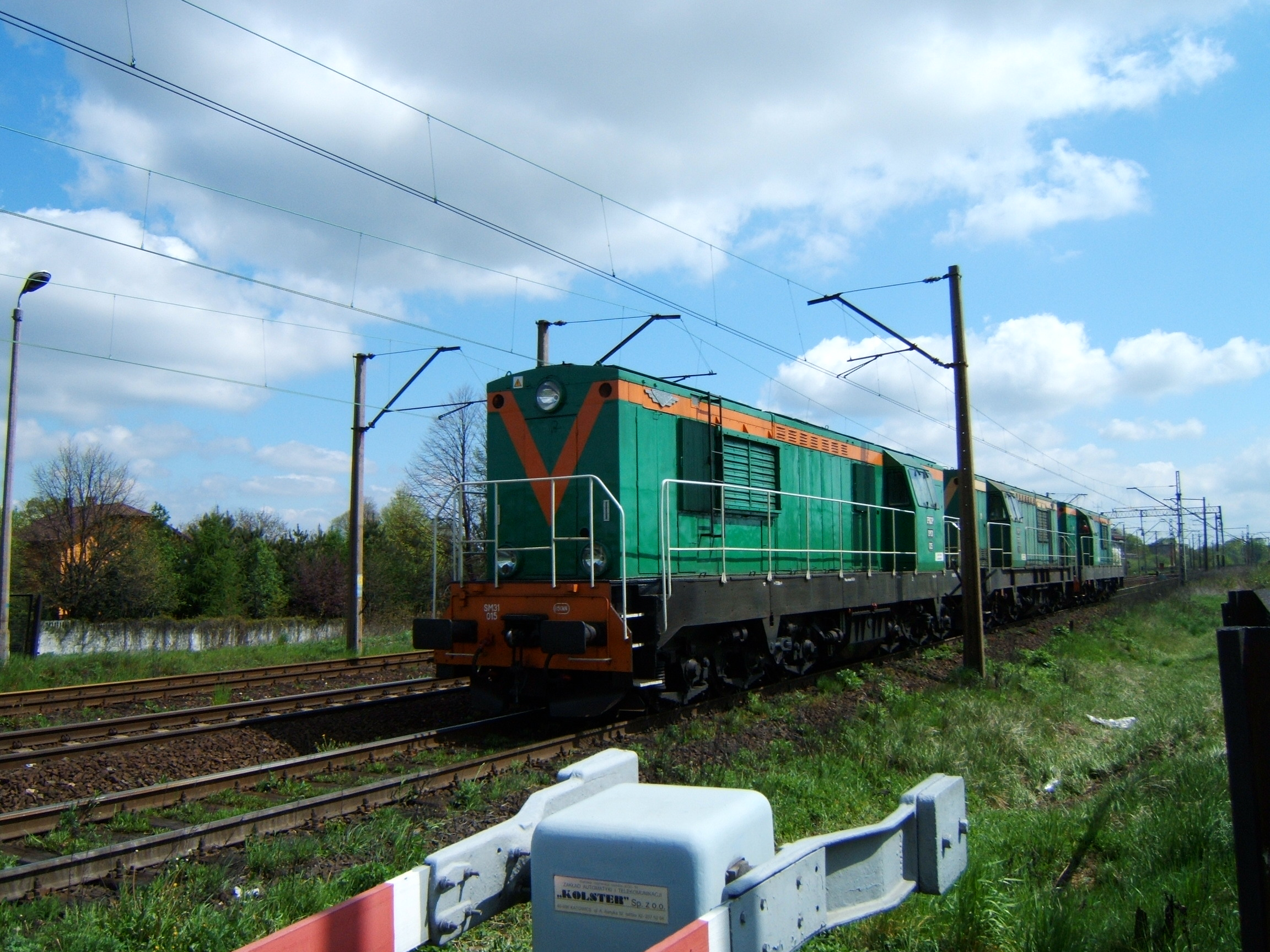
SM31-015
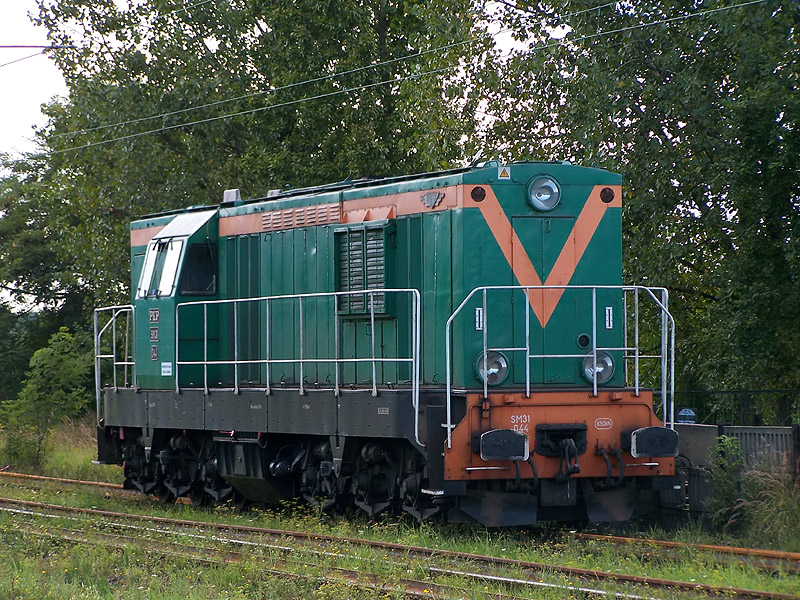
SM31-044
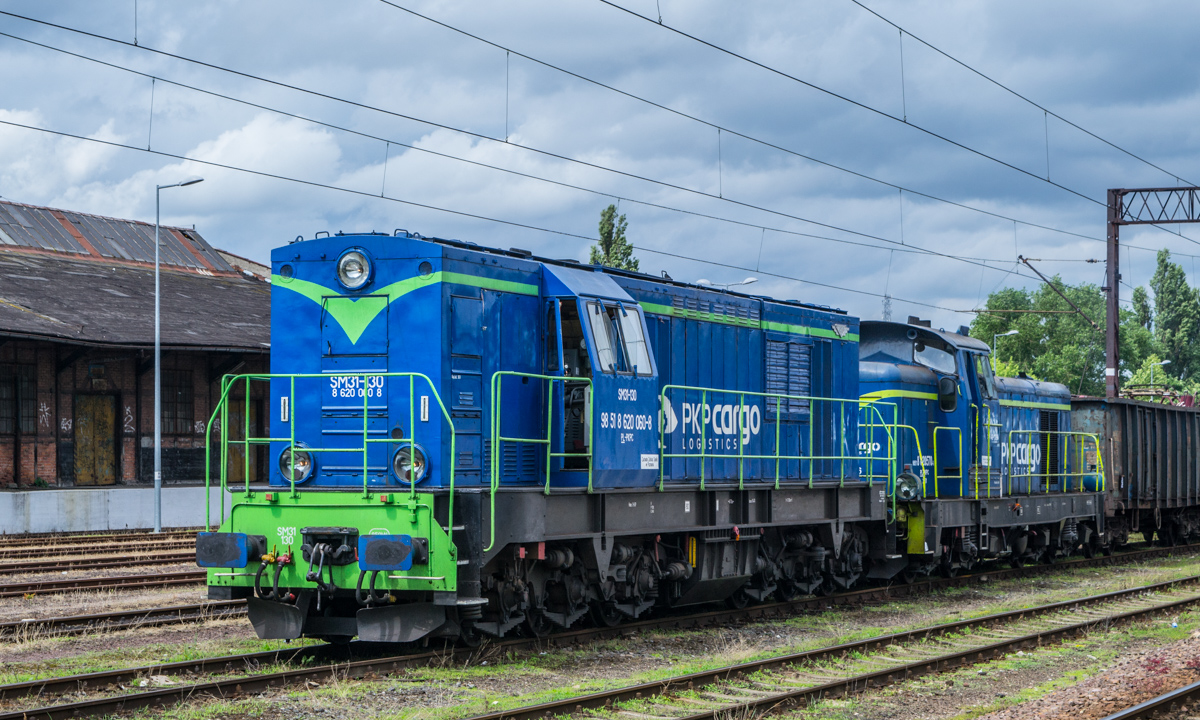
SM31-130 w barwach PKP Cargo